# Wiraswarga
Wiraswarga ("Niebo bohaterów") – w hinduizmie subtelny wymiar egzystencji po śmierci lub sfera w zaświatach (swarga),
przeznaczona dla wojowników poległych podczas walki. Pośmiertnie dla takich postaci tworzono kamienie pamięci.